# Лео Боржес
Лео Боржес (порт. Léo Borges, нар. 3 січня 2001, Пелотас) — бразильський футболіст, захисник польського клубу «Погонь» (Щецин). Виступав також за клуб «Інтернасьйонал».

## Ігрова кар'єра
Лео Боржес народився 2001 року в місті Пелотас, та є вихованцем футбольної школи клубу «Інтернасьйонал». У 2020 році Боржес розпочав грати в основній команді клубу, в якій грав до 2021 року, взявши участь у 6 матчах чемпіонату. Протягом 2021—2022 років футболіст грав у складі другої команди клубу «Порту». У 2022 році бразильський захисник перейшов до польського клубу «Погонь» (Щецин).